# Stazione di Bra
La stazione di Bra è stazione ferroviaria di diramazione a servizio della città di Bra e dei comuni limitrofi. È posta lungo la Ferrovia Alessandria-Cavallermaggiore (km 76+250) ed è capolinea della ferrovia Carmagnola-Bra (km 95+340); sino al 1994 alla stazione afferiva inoltre la ferrovia Bra-Ceva.

## Storia
La stazione fu aperta nel 1855 come capolinea della ferrovia Alessandria-Cavallermaggiore, con innesto sulla ferrovia Carmagnola-Fossano-Cuneo. Nel 1865 la linea fu prolungata verso Nizza Monferrato per raggiungere la stazione di Alessandria.
Nel 1874 la stazione di Bra divenne stazione di diramazione, con l'apertura della ferrovia Bra-Ceva e del collegamento per la stazione di Savona; nel 1884 tale linea fu prolungata verso nord, fino a raggiungere Carmagnola accorciando il tragitto con un rettilineo.
Nel 1933, con l'apertura della nuova tratta via Fossano-Mondovi-Ceva per Savona, il collegamento passante per Bra fu degradato al rango di collegamento locale.
L'originaria elettrificazione a corrente alternata trifase a 3,6 kV - 16⅔ Hz venne sostituita il 25 settembre 1973 con il sistema a corrente continua 3 kV nell'ambito della conversione interessante i due itinerari da Carmagnola a Ceva (via Fossano e via Bra) al sistema di trazione in uso dal 1961 nel nodo di Torino.
La tratta Bra-Ceva fu chiusa al traffico nel novembre 1994 a causa dei danni causati dall'alluvione del Tanaro del 1994.
Dal dicembre 2012 la stazione è servita dal Servizio ferroviario metropolitano di Torino (linea 4 e linea B).
Dal marzo 2020 sono stati sospesi i treni della relazione Cavallermaggiore-Bra (SFM Linea B) e sostituiti da bus.

## Strutture e impianti
La stazione storica si presenta a due piani fuori terra, di cui solo il piano terreno è aperto al pubblico, mentre il superiore ha funzione residenziale. Sull'atrio di accesso si aprono due sportelli della biglietteria, la sala d'attesa (ove è disponibile un'emettitrice automatica di biglietti del trasporto regionale), il bar che assolve anche alle funzioni di tabaccheria, edicola, tavola fredda ed emissione di biglietti.
Lungo la banchina del primo binario si aprono diversi accessi di servizio tra cui il locale ad uso Polizia Ferroviaria, la sala degli impianti ACEI, l'Ufficio Movimento, l'ingresso di servizio della biglietteria. Hanno accesso diretto alla stessa banchina la sala di attesa, il bar ed i servizi igienici pubblici.
Raccordando all'edificio storico la vecchia rimessa locomotive e la torre di accumulo dell'acqua per il rifornimento di mezzi a vapore, negli anni Duemila è stata realizzata una struttura in linee moderne che prende il nome di Movicentro, inizialmente progettato per trasferirvi i servizi di stazione allo scopo di integrarli in modo più funzionale con un nuovo assetto del servizio pubblico su gomma.

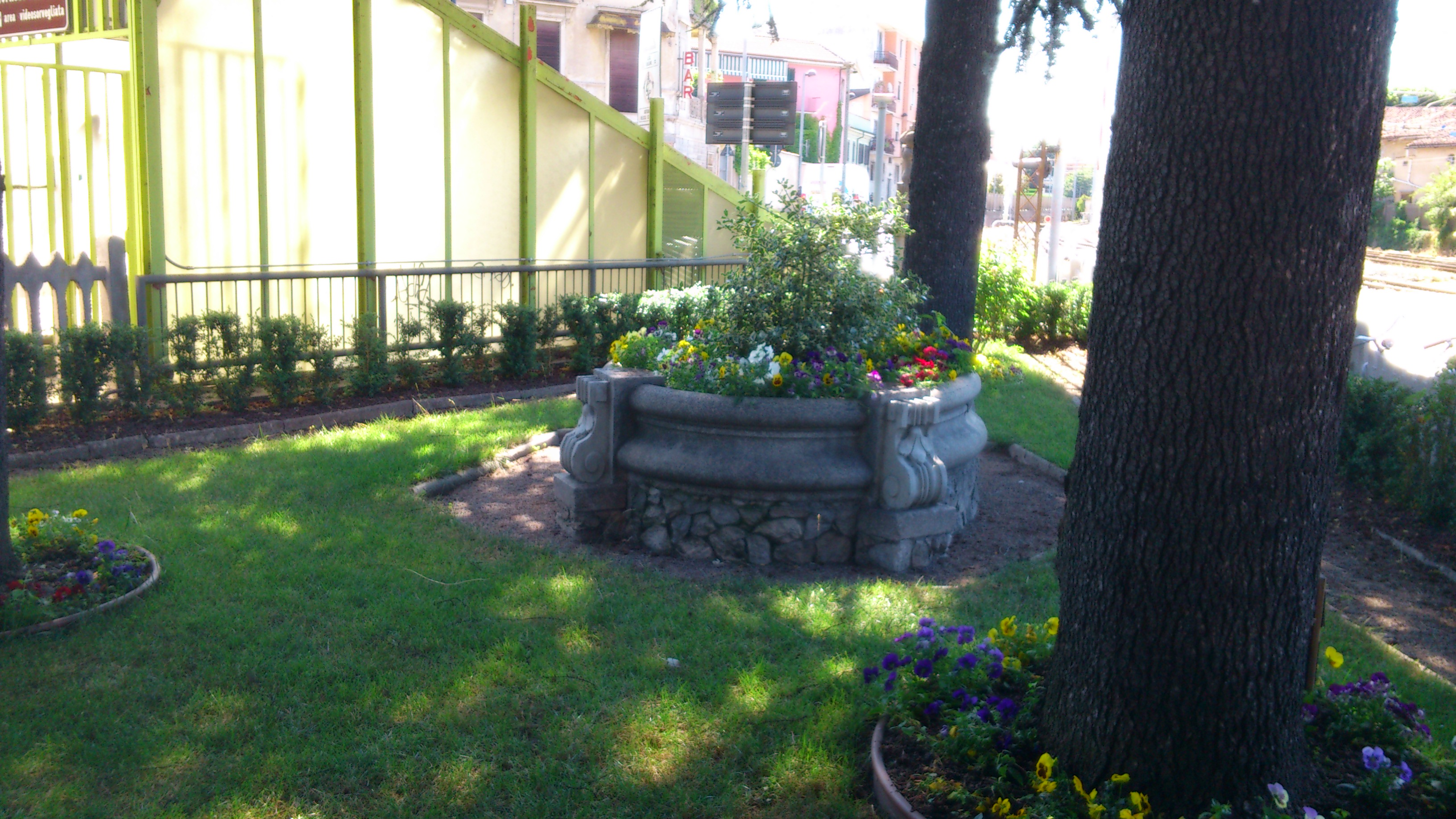
Area verde della Stazione di Bra

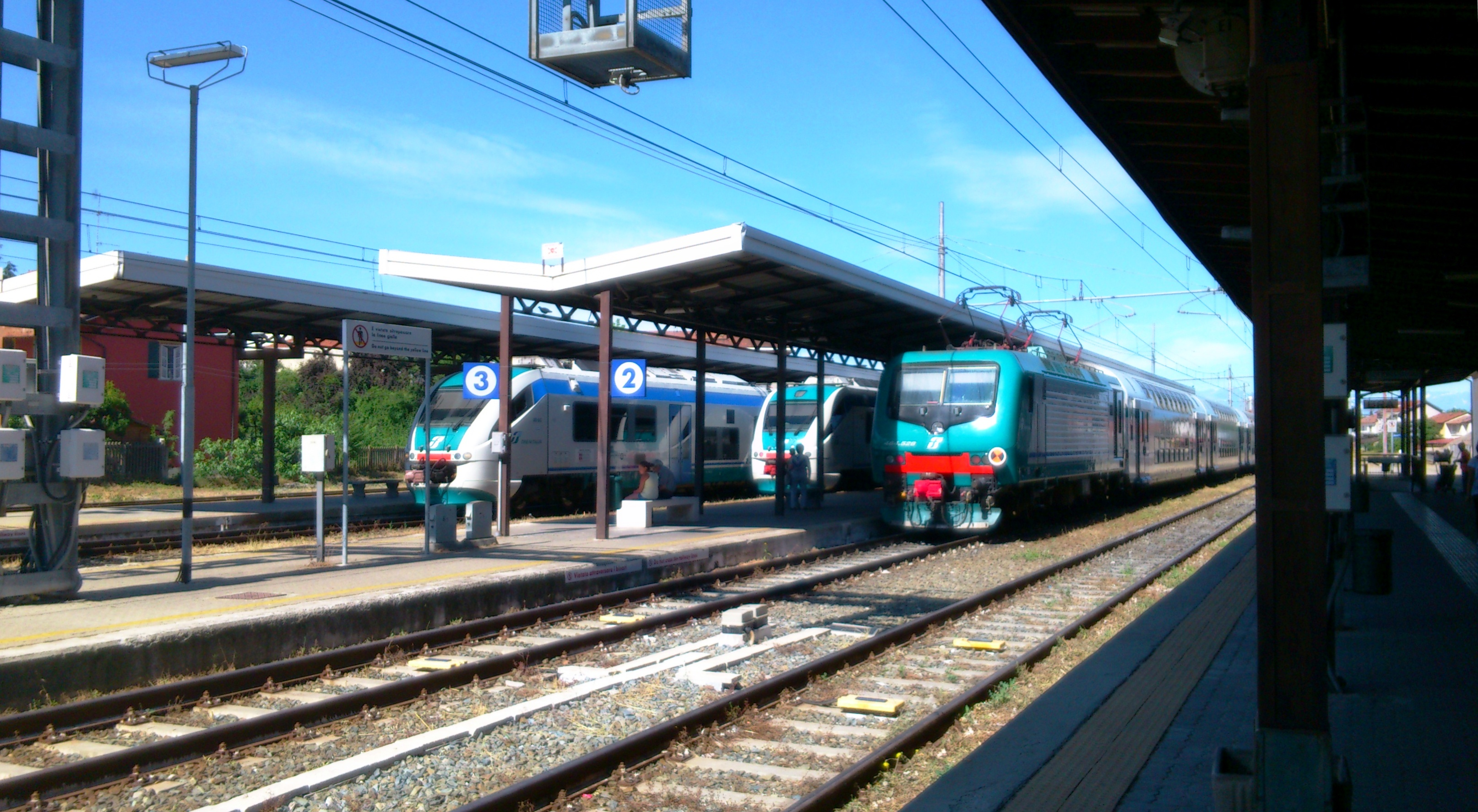
Vista dei binari della Stazione di Bra

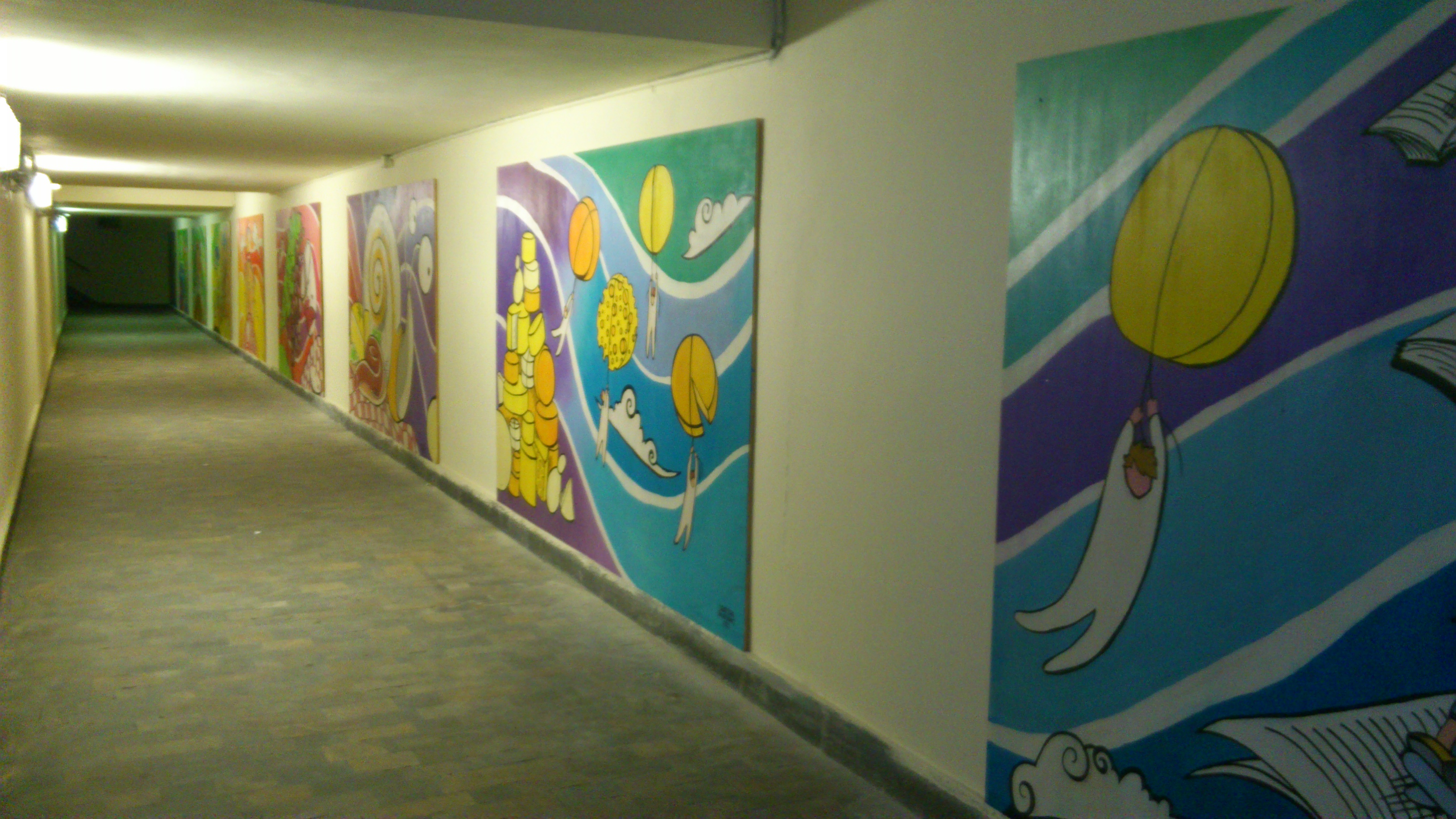
Attraversamento sotterraneo del passaggio a livello della stazione dopo i lavori di riqualificazione

Stazione di diramazione, il piazzale, rinnovato all'inizio degli anni novanta, fu realizzato privilegiando quello che allora era ipotizzabile come asse maggiore del traffico passeggeri e merci, ovvero il collegamento elettrificato lungo la linea Carmagnola - Ceva, l'unico allora interamente percorribile in corretto tracciato sul binario 2. Gli itinerari passanti da/per Alba e da/per Cavallermaggiore richiedono sempre almeno una deviata. Tale situazione presenta ad oggi un relativo svantaggio, essendo venuto meno il ramo di linea verso Ceva in conseguenza dell'alluvione del Tanaro del 1994: di esso, ormai privo di elettrificazione, sopravvive l'armamento usato fino alla dismessa stazione di Cherasco, con gestione in regime di raccordo reso indipendente mediante una comunicazione varata nel 2019.
Il piano binari è il seguente:
- Binario 1 tronco: deviata 30 km/h da/verso Cavallermaggiore e da/verso Carmagnola
- Binario 1: deviata 30 km/h da/verso Cavallermaggiore, deviata 30 km/h da/verso Carmagnola, corretto tracciato da/verso Alba, deviata 30 km/h da/verso raccordo per Cherasco
- Binario 2: corretto tracciato da/verso Carmagnola, deviata 30 km/h da/verso Cavallermaggiore, deviata 30 km/h da/verso Alba, deviata 30 km/h da/verso raccordo per Cherasco
- Binario 3: deviata 30 km/h da/verso Carmagnola, corretto tracciato da/verso Cavallermaggiore, deviata 30 km/h da/verso Alba, deviata 30 km/h da/verso raccordo per Cherasco
- Binario 4: deviata 30 km/h da/verso tutte le direttrici
- Binario 5: deviata 30 km/h da/verso tutte le direttrici

I sei binari di stazione sono tutti dotati di segnali di partenza luminosi indipendenti, comandati dal locale impianto ACEI ed integrati in ambito di stazione dagli apparati di sicurezza SCMT (installato sulle linee per Carmagnola e Alba) ed SSC (installato sulla linea per Cavallermaggiore). Esisteva un binario 6 ad esclusivo uso merci, smantellato nel restyling 2016-2018. Mensole di catenaria disposte ma mai utilizzate oltre il binario 6 e spazio disponibile per la massicciata testimoniavano la previsione in origine di un ulteriore binario ad uso merci sul piazzale di stazione, di fatto mai posato. Sono presenti alcuni tronchini di salvamento e di ricovero ad entrambi i lati del fascio binari.
Le banchine, tutte dotate di pensilina, sono raccordate da un sottopassaggio dotato di ascensori e percorsi tattili. È possibile accedere alla prima banchina a raso direttamente dal Passaggio a Livello di stazione, contro il quale essa termina e costituisce via di uscita. Altra uscita secondaria è stata ricavata durante l’ultima riqualificazione accanto al Movicentro, direttamente sul parcheggio di piazza Caduti di Nassiriya.
La stazione è dotata di sistema informativo con monitor agli ingressi e in sala d’attesa e teleindicatori ai binari e nel sottopassaggio.
Nel territorio della stazione, a fianco del fabbricato viaggiatori, si apre il Passaggio a livello a quattro barriere e cinque binari che costituisce importante snodo di traffico urbano con il quartiere Oltreferrovia, connettendo via Vittorio Veneto e piazza Roma a via Piumati e Corso IV Novembre. Parallelo al passaggio a livello corre un sottopassaggio urbano a servizio pedonale.
Alla radice lato Torino della stazione era presente fino all'estate 2013 (quando è stato disarmato) un vasto scalo merci, con un fascio di circa 10 binari tronchi non elettrificati, impiegato un tempo per la formazione dei convogli a partire da spedizioni a carro unico. Una parte del piazzale merci presentava binari annegati nell'asfalto, a suo tempo impiegati per la movimentazione di carri singoli su rimorchi stradali da e per aziende del circondario. Dal ritaglio di una porzione del piazzale merci all'angolo tra le vie Gorizia e Trento e Trieste è stato ricavato un piccolo parcheggio pubblico intitolato come piazza a Giovanni Ravinà, ferroviere caduto in servizio. Esisteva fino agli anni ottanta un breve binario di raccordo alla radice della linea per Carmagnola che, attraversando una strada vicinale, immetteva nella limitrofa azienda chimica Abet Laminati.
La riqualificazione ha comportato la riconversione della vecchia rimessa locomotive e della torre-serbatoio. Le sedi storiche del dormitorio e del Dopolavoro, affacciate lungo via Trento e Trieste, sono state in tale occasione abbattute, insieme ad altri piccoli edifici di servizio, per realizzare il parcheggio di piazza Caduti di Nassiriya. Sopravvivono alla demolizione su tale versante l'edificio del Ferrotel (attualmente sede della Polizia Ferroviaria) e alcune piccole case abitate fino agli anni novanta da personale FS. Altre vestigia del passato ferroviario sono alcuni piccoli edifici di servizio disposti in serie lungo l'asse di via Gorizia, un tempo sede del personale di manutenzione di terra e degli impianti elettrici, e una ex cabina di manovra lungo via Vittorio Veneto.

## Movimento
Il servizio passeggeri è costituito da treni regionali del Servizio Ferroviario Metropolitano di Torino, linea Torino-Bra-Alba. Il collegamento Cavallermaggiore-Bra è stato sospeso dalla Regione nel 2020.
Durante la manifestazione 'Cheese' (ogni 2 anni a Settembre) viene potenziato il servizio nei festivi e introdotte 3 coppie serali da/per Torino. (ultima partenza alle 23 da entrambi i capolinea)
Il servizio merci è costituito da carri per il trasporto di container in partenza dalla stazione di Cherasco (container che vengono assemblati da una azienda avente base nelle vicinanze della stazione stessa); i convogli raggiungono la stazione di Bra come tradotte nel tratto di linea gestito in regime di raccordo, per poi costituire treni merci periodici.

## Servizi
La stazione dispone di:
- Biglietteria a sportello
- Biglietteria automatica
- Sala d'attesa
- Servizi igienici
- Posto di Polizia ferroviaria
- Caffetteria

## Interscambi
Sulle attigue piazza Caduti di Nassiriya e piazza Roma fanno capolinea e/o fermano le linee del trasporto urbano della Conurbazione di Bra e degli autobus extraurbani delle linee cuneesi.